# سیاح
سیاح به معنای تحت اللفظی یعنی جهانگرد یک نام خانوادگی است. افراد شاخص با این نام از این قرارند:
- فاطمه سیاح، منتقد ادبی اهل ایران
- حاجی سیاح، جهانگرد و مکتشف اهل ایران
- حمید سیاح، دیپلمات اهل ایران
- علی سیاح گرجی، قاری قرآن اهل ایران